# Delta Crucis
Delta Crucis (δ Cru, δ Crux), também conhecida como Pálida, é uma estrela na constelação de Crux. Com uma magnitude aparente de 2,78, é a menos brilhante das quatro principais estrelas que compõem o proeminente asterismo do Cruzeiro do Sul. De acordo com medições de paralaxe, está a aproximadamente 345 anos-luz (106 parsecs) da Terra. É uma estrela massiva, quente e de rotação rápida que está evoluindo para uma gigante.

## Propriedades
Delta Crucis tem um tipo espectral de B2 IV, o que significa que é uma estrela subgigante que já passou pelo estágio de sequência principal. Agora está se desenvolvendo para uma gigante vermelha e vai um dia acabar como uma anã branca. Atualmente irradia cerca de 10 000 vezes a luminosidade do Sol a uma temperatura efetiva de 22 570 K, causando a estrela brilhar com um tom azul-branco. É uma estrela massiva, com massa de 8,9 massas solares e raio de 4,9 raios solares. Delta Crucis é também uma variável Beta Cephei, variando a magnitude em alguns centésimos ao longo de um período de 3,7 horas. Sua rotação é muito rápida, com uma velocidade de rotação projetada de 210 km/s. Não possui estrelas companheiras conhecidas.
Delta Crucis é membro do subgrupo Centaurus-Crux Inferior da Associação Scorpius-Centaurus, uma associação OB de estrelas massivas que têm uma origem e movimento pelo espaço parecidos. Esta é a associação OB mais próxima do Sol, com o subgrupo Centaurus-Crux Inferior tendo uma idade na faixa de 16–20 milhões de anos.

## Na cultura
Em chinês, 十字架 (Shí Zì Jià), significando Cruz, refere-se a um asterismo consistindo de δ Crucis, γ Crucis, α Crucis e β Crucis. δ Crucis em si é conhecida como 十字架四 (Shí Zì Jià sì, a Quarta Estrela da Cruz).
δ Cru é representada nas bandeiras da Austrália, Nova Zelândia e Papua-Nova Guiné como uma das cinco estrelas que compõem o Cruzeiro do Sul. Também aparece na bandeira do Brasil, representando o estado de Minas Gerais.